# Malinda Williams

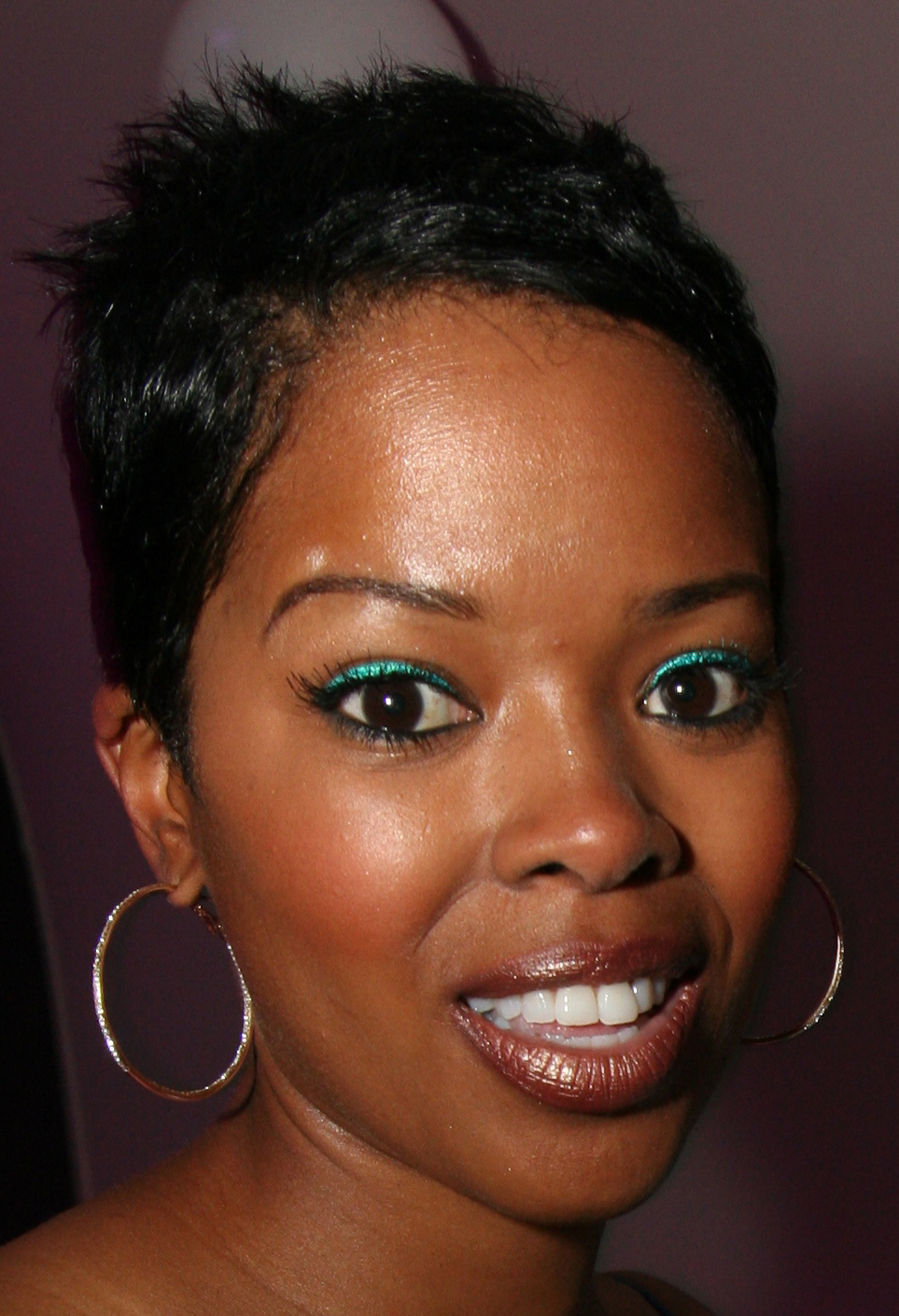
Malinda Williams

Malinda Williams (* 24. September 1970 in Elizabeth, New Jersey) ist eine US-amerikanische Filmschauspielerin.

## Leben
Malinda Williams hatte in den späten 1980er Jahren ihre ersten Fernsehauftritte. 1996 gab sie bei Mr. Bombastic ihr Filmdebüt. Ab 2000 spielte sie „Bird“ in der Serie Soul Food. Für diese Rolle wurde sie dreimal für einen Image Award nominiert. Für ihre Leistungen im Drama The Undershepherd wurde sie 2012 beim American Black Film Festival als beste Schauspielerin ausgezeichnet. Ihr Schaffen umfasst mehr als 50 Film- und Fernsehproduktionen.

## Filmografie (Auswahl)
- 1993: Loving (Fernsehserie, 9 Folgen)
- 1996: Mr. Bombastic (A Thin Line Between Love and Hate)
- 1996: High School High
- 1999: The Wood
- 2000–2004: Soul Food (Fernsehserie, 74 Folgen)
- 2006: Idlewild
- 2007: Daddy’s Little Girls
- 2008: First Sunday
- 2012: 2 Tage New York (2 Days in New York)
- 2012: The Undershepherd
- 2013: 24-Hour Love
- 2015: Liebe ohne Krankenschein (Accidental Love)
- 2019: Loved To Death
- 2019: A Second Chance